# Casanare
Casanare is een departement in het oosten van Colombia. De hoofdstad van het departement is de stad Yopal. Er wonen ca. 300.000 mensen in het departement.
In het departement zijn veel olievelden te vinden, die via een pijplijn in verbinding staan met haveninstallaties van BP in Covenas.

## Gemeenten
Casanare bestaat uit negentien gemeenten:
| Gemeente             | Inwoners |
| -------------------- | -------- |
| Aguazul              | 27.443   |
| Chameza              | 1.697    |
| Hato Corozal         | 9.618    |
| La Salina            | 1.236    |
| Maní                 | 10.493   |
| Monterrey            | 11.421   |
| Nunchía              | 7.909    |
| Orocué               | 7.324    |
| Paz de Ariporo       | 25.324   |
| Pore                 | 7.490    |
| Recetor              | 1.544    |
| Sabanalarga          | 3.232    |
| Sácama               | 1.638    |
| San Luis de Palenque | 6.982    |
| Támara               | 6.480    |
| Tauramena            | 15.896   |
| Trinidad             | 11.083   |
| Villanueva           | 20.730   |
| Yopal                | 90.218   |

| Detailkaart |
| ----------- |
|             |